# Facette costale du processus transverse
Pour l’article homonyme, voir Facette costale.
La facette costale du processus transverse est la facette articulaire des vertèbres thoraciques située sur la face antérieure des processus transverses.
Elle forme la surface articulaire vertébrale des articulations costotransversaires.